# 升仙湖站
升仙湖站位于中華人民共和國四川省成都市成华区升仙湖以南，作为成都地铁1号线一期工程北端终点站，于2010年9月27日启用。因临近升仙湖而得名。在建设过程中的工程名为“红花堰站”，截止2016年，升仙湖站工作日进站客流大约1.7万人次，因本站位于待开发地块与市政公园，不与交通干道相邻，公交接驳配套不利，为此屡受诟病。

## 车站结构
升仙湖站为双层钢筋混凝土框架结构地下岛式站台车站。地下一层为站台层，采用双跨结构，局部为三跨结构。地面一层为站厅层，采用双跨和三跨钢筋混凝土框架结构。车站总长为地面部分121.3米，地下部分261.5米，标准段宽18.5米。站厅至站台共设2台自动扶梯。在车站南端站台设备区设2个紧急出入口直接破车站顶板出地面，残疾人可进入地面站厅乘降垂直电梯到达站台层。
| 地面              | 站厅 | 出口A·B 自助购票 客服中心 无障碍卫生间                                                                          |
| 地下一层          | 站台 | \| \| \| 1号线往韦家碾（终点站） \| \| 島式 · 開左邊车门 \| \| \| \| \| \| 1号线往科学城或五根松（火车北站） \| |
|                   |      | 1号线往韦家碾（终点站）                                                                                         |
| 島式 · 開左邊车门 |      | |
|                   |      | 1号线往科学城或五根松（火车北站）                                                                               |

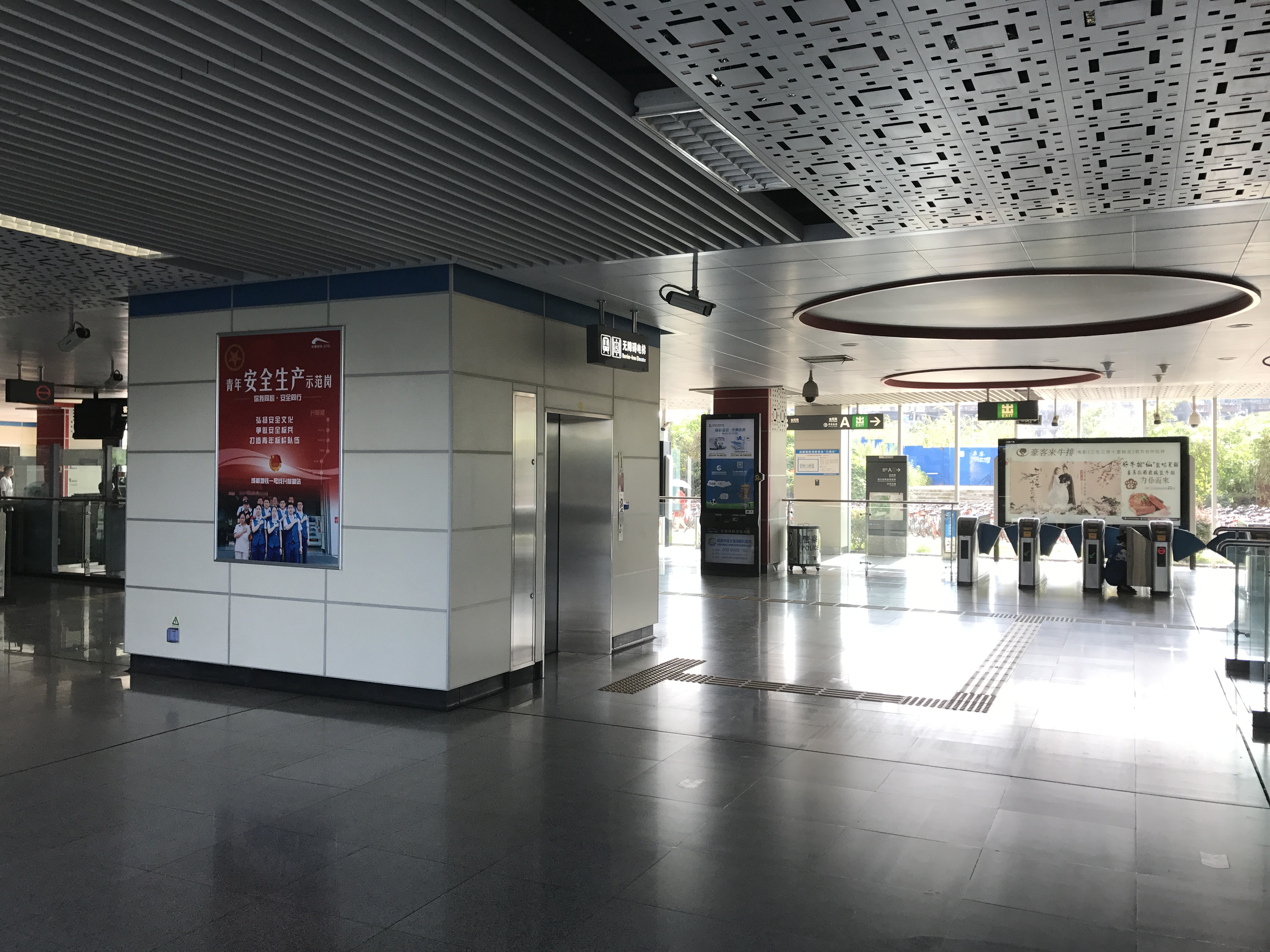
站厅层
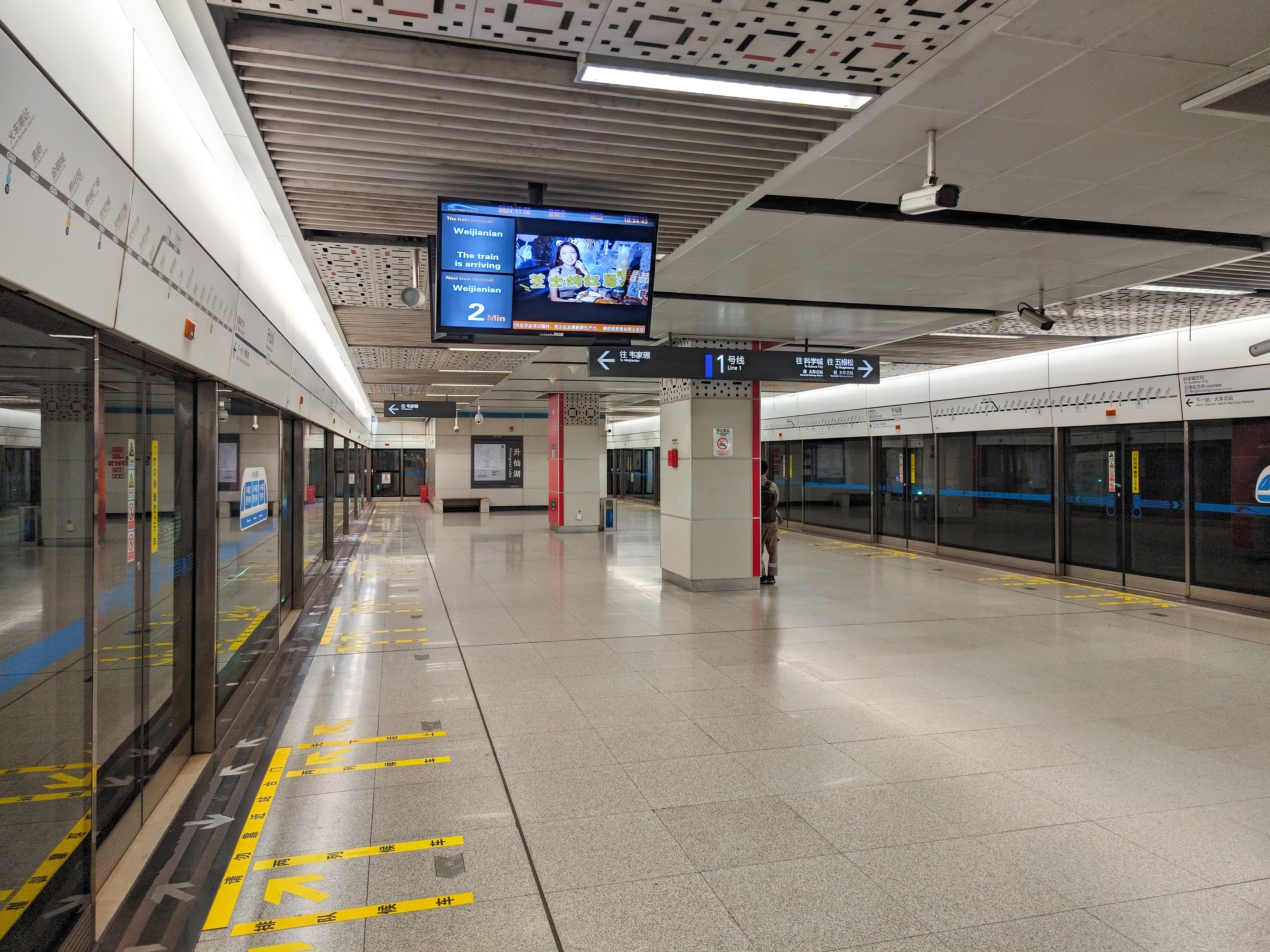
站台层

## 出入口
本站目前开放2个出入口，C、D出口建成但不开放。
|          |                    |      |  |
| 编号     | 指示               | 照片 |  |
|          | 双沙路、升仙湖南路 |      |  |
| 出口 · B | 双沙路、升仙湖南路 |      |  |